# آنکیلی
آنکیلی (به لاتین: Ankily) یک منطقهٔ مسکونی در ماداگاسکار است که در ایوهیبه واقع شده‌است. آنکیلی ۷۵۰ متر بالاتر از سطح دریا واقع شده‌است.